# Carretera Federal 120
La Carretera Federal 120 es una carretera federal de México que corre de este a oeste recorriendo los estados de San Luis Potosí, Querétaro y Michoacán, comienza en la intersección con la Carretera Federal 85 en Santa Fe Texacal del municipio de Axtla en el estado potosino hasta Apatzingán de la Constitución en el estado de Michoacán . Su trayecto es de 925 km. Comparte nomenclatura con otras carreteras.

## Trazo

### San Luis Potosí
Longitud = 39 km
- Axtla de Terrazas
- Xilitla

### Querétaro de Arteaga
Longitud = 295 km
- Landa de Matamoros
- Jalpan de Serra
- Pinal de Amoles
- Peñamiller
- Cadereyta de Montes
- Ezequiel Montes
- Tequisquiapan
- San Juan del Río
- Amealco

### Michoacán de Ocampo
Longitud = 15 km
- Epitacio Huerta

### Guanajuato
Longitud = 71 km
- Coroneo
- Jerécuaro
- Acámbaro

### Michoacán de Ocampo
Longitud = 505 km
- Zinapécuaro
- Álvaro Obregón
- Morelia
- Quiroga
- Tzintzuntzan
- Pátzcuaro
- Santa Clara del Cobre
- Ario de Rosales
- La Huacana
- Nueva Italia
- Apatzingán
- Buenavista Tomatlán
- Tepalcatepec
- Coalcomán de Vázquez Pallares
- Aquila
- Coahuayana de Hidalgo